# Gorreto
Gorreto – miejscowość i gmina we Włoszech, w regionie Liguria, w prowincji Genua.
Według danych na rok 2004 gminę zamieszkiwało 147 osób, 8,2 os./km².